# Не-тачкасти извори загађења
Загађење од не-тачкастих извора загађења је загађење које настаје из више расутих извора, и у директној је супротности са загађењем од тачкастог извора које потиче из једног извора. Загађање из не-тачкастих извора углавном је последица отицања са земље: падавина, атмосферског таложења, дренаже, цурења или хидролошких модификација (кише и топљења снега) где је тешко пратити загађење од само једног извора.
Загађење воде од не-тачкастих извора, утиче на водно тело из извора као што су загађено отицање са пољопривредних подручја које се слива у реку или отпадака који се ветром наносе у море. Загађење ваздуха утиче на квалитет ваздуха из извора попут димњака или издувних цеви аутомобила. Иако ови загађивачи потичу од тачкастог извора, способност транспорта дугог домета и вишеструки извори загађујућих супстанци чине га не-тачкастим извором загађења. Загађење из не-тачкастих извора је у супротности са загађењем са тачкастих извора, где се испуштање врши у водно тело или у атмосферу на једној локацији. 
Загађење из не-тачкастих извора може произаћи из више различитих извора, а ниједно специфично решење не може се применити да би се решио проблем, што отежава регулацију. Загађење воде из не-тачкастих извора тешко је контролисати, јер долази од свакодневних активности многих различитих људских активности, попут ђубрења травњака, примене пестицида, изградње путева или изградње зграда.
То је водећи узрок загађења воде у Сједињеним Државама данас, са загађеним отицањем од пољопривреде и хидромодификацијом примарних извора.‍:15
Остали значајни извори отицања укључују модификацију станишта и развој и бригу о шумама (шумарство). 
Контаминирана кишна вода која се испира са паркиралишта, путева и аутопутева, и травњака (који често садрже ђубрива и пестициде) назива се градским отицањем. Овај одвод се често класификује као врста загађења не-тачкастим извором загађења. Неки га такође могу сматрати тачкастим извором, јер се много пута усмерава у општинске системе за одвод кишних вода и одводи кроз цеви у површинске воде. Међутим, не отиче све кроз кишне канализационе системе пре уласка у водена тела. Део се може улити директно у водна тела, посебно у развојним и приградским областима. Такође, за разлику од других врста тачкастих извора, као што су испуштања из индустрије, постројења за пречишћавање отпадних вода и других, загађење у градском отицању не може се приписати једној активности или чак групи активности. Стога, будући да није узрокован лако идентификованом и регулисаном делатношћу, извори загађења из урбаних токова такође се често третирају као истински не-тачкасти извори, које локалне управе теже да смање. 

## Основни типови

### Седимент
Седимент (растресито тло) укључује муљ (ситне честице) и суспендоване чврсте материје (веће честице). Седимент може ући у површинске воде са ерозивних обала и из површинског отицања због неодговарајућег биљног покривача на градском и руралном земљишту. Седимент ствара замућеност у водним телима, смањујући количину светлости која досеже до нижих дубина, што може спречити раст подводних водених биљака и тако утицати на врсте које зависе од њих, попут риба и љускара. Високи ниво мутноће такође инхибира системе за пречишћавање воде за пиће. 
Талог се такође може испуштати из више различитих извора. Извори укључују грађевинске локације (мада су ово тачкасти извори, којима се може управљати контролом ерозије и седимента), њиве, обале водотока, и веома нарушена подручја.

### Хранљиви састојци
Хранљиве материје се углавном односе на неорганске материје из отицања, одлагалишта отпада, сточарства и узгоја житарица. Два главна хранљива састојка која се разматрају су фосфор и азот.
Фосфор је храњива материја која се јавља у многим облицима који су биорасположиви. Има га много у муљу градске канализације. Главни је састојак у многим ђубривима која се користе у пољопривреди, а може постати ограничавајући храњиви састојак у слатководним системима и неким естуарима. Фосфор се најчешће преноси у водна тела ерозијом тла, јер се многи облици фосфора адсорбују на честице тла. Превелика количина фосфора у воденим системима (посебно слатководним језерима, акумулацијама и рибњацима) доводи до пролиферације (раста) микроскопских алги званих фитопланктон. Повећање количине органске материје због прекомерног раста фитопланктона назива се еутрофикација. Уобичајени симптом еутрофикације је цветање алги које могу произвести ружну површинску пену, бацање сенке на корисне врсте биљака, стварање једињења који узрокују укус и мирис и трују воду услед токсина произведених у алгама. Ови токсини представљају посебан проблем у системима водоснабдевања питком водом јер неки токсини могу изазвати болести код људи, а уклањање токсина је тешко и скупо. Бактеријска разградња цветова алги троши растворени кисеоник у води, стварајући хипоксију са штетним последицама за рибе и водене бескичмењаке. 
Азот је други кључни састојак ђубрива и обично постаје загађивач у системима слане воде или сланкастим естуарским системима где је азот ограничавајућа храњива материја. Слично фосфору у слатким водама, прекомерне количине биорасположивог азота у морским системима доводе до еутрофикације и цветања алги. Хипоксија је све чешћи резултат еутрофикације у морским системима и може утицати на велике површине естуара, увала и приобалних вода. Сваког лета формирају се хипоксични услови у водама при дну реке Мисисипи на ушћу у Мексички залив. Током последњих лета, просторни обим ове "мртве зоне" је упоредив са подручјем Њу Џерсија и има велике штетне последице за рибарство у региону. 
Азот се најчешће преноси водом као нитрат (NО3). Азот обично доспева у речни слив као органски азот или амонијак (NH3), па остаје везан за земљу све док се оксидацијом не претвори у нитрат. Пошто је нитрат углавном већ уграђен у тло, вода која пролази кроз тло (тј. прелив и дренажа) га највероватније преноси, а не површинско отицање. 

### Токсични загађивачи и хемикалије
Једињења која укључују тешке метале као што су олово, жива, цинк и кадмијум, органски материјали попут полихлорованих бифенила (PAHs) и полицикличких ароматичних угљоводоника (PCBs), средства за гашење пожара и неке друге супстанце су отпорне на разлагање. Ови загађивачи могу потицати из различитих извора, укључујући муљ градске канализације, рударске активности, емисије из возила, сагоревање фосилних горива, урбано отицање, индустријске активности и депоније.
Токсичне хемикалије углавном укључују органска једињења и неорганска једињења. Ова једињења укључују пестициде попут ДДТ, киселине и соли које имају озбиљне ефекте на екосистеме и водна тела. Ова једињења могу да угрозе здравље људи и водених врста, а истовремено су отпорна на разлагање у животној средини. Ове отровне хемикалије могу потицати са плодних земљишта, расадника, воћњака, градилишта, башта, травњака и одлагалишта.
Киселине и соли су углавном неоргански загађивачи из наводњаваних земљишта, рударских активности, урбаних отицања, индустријских локација и депонија.

### Патогени
Патогени су бактерије и вируси који се могу наћи у води и узроковати болести код људи. Обично патогени изазивају болести када су присутни у јавним системима питке воде. Патогени који се налазе у контаминираном отицању могу укључивати: 
- Cryptosporidium parvum
- Giardia lamblia
- Салмонела
- Норовируси и други вируси
- Паразитски црви

Колиформне бактерије и фекалне материје такође се могу открити у отицању. Ове бактерије су уобичајени индикатор загађења воде, али нису стварни узрок болести.
Патогени могу контаминирати отицање због лошег управљања сточним фармама, неисправних септичких система, неправилног руковања отпадом кућних љубимаца, превелике примене муља из отпадних вода, загађена кишне канализације и прелива санитарне канализације.

## Главни извори

### Градска и приградска подручја
Градска и приградска подручја главни су извор не-тачкастог загађења због количине отицања која настаје због велике количине асфалтираних површина. Површине покривене асфалтом и бетоном, не пропуштају воду. Свака вода која је у контакту с тим површинама отиче и апсорбује се у околном тлу. Ове површине олакшавају кишној води преношење загађивача у околно тло.
Градилишта обично имају нарушено тло које се лако еродира падавинама попут кише, снега и града. Поред тога, одбачене нечистоће на локацији могу се однети отицањем воде и ући у водену средину.
Обично се у приградским областима хемикалије користе за негу травњака. Те хемикалије могу завршити у одводу и ући у околно окружење кроз кишну канализацију у граду. Пошто се вода у кишним одводима не третира пре него што уђе у околна водна тела, хемикалије директно улазе у воду. 

### Пољопривредне активности
Пољопривредне активности представљају велики проценат свих не-тачкастих загађења. Када се велике површине земљишта ору ради узгоја усева, та активност открива и растресе тло. Тако тло постаје осетљиво на ерозију током кишних падавина. Такође може повећати количину ђубрива и пестицида који се преносе у оближње воде.

### Атмосферски уноси
Атмосферске падавине су извор неорганских и органских састојака, јер се ови састојци преносе из извора загађења ваздуха у земљу.. Обично индустријски објекти, попут фабрика, емитују загађење ваздуха испуштањем дима. Иако је то тачкасти извор, због дистрибутивне природе, преношења на велике удаљености и вишеструких извора загађења, он се може сматрати не-тачкастим извором у подручју депоновања. Атмосферски уноси који утичу на квалитет отицања могу потицати од сувог таложења између кишних падавина и влажног таложења током кише. Утицај аутомобилског саобраћаја на влажно и суво таложење које се јавља на или у близини аутопутева, друмских путева и паркиралишта ствара неизвесности у величинама различитих атмосферских извора у отицању. Постојеће мреже које користе протоколе довољне за квантификацију ових концентрација и оптерећења не мере много састојака који су од интереса и ове мреже су превише ретке да би пружиле добре процене таложења на локалном нивоу.

### Отицање на аутопуту
Отицање на аутопутевима представља мали, али распрострањен проценат свих не-тачкастих извора загађења. Харнед (1988) је проценио да се оптерећења отицања састоје од атмосферских падавина (9%), талога возила (25%) и материјала за одржавање аутопутева (67%).

### Шумарске и рударске активности
Шумарске и рударске активности могу имати значајан допринос не-тачкастим изворима загађења. 

#### Шумарство
Шумарске активности смањују број стабала на одређеном подручју, чиме се смањује и ниво кисеоника на том подручју. Ова акција, заједно са тешким машинама (комбајни, итд.) који се крећу по земљи, повећава ризик од ерозије . 

#### Рударство
Рударске активности сматрају се тачкастим изворима, међутим отпад од напуштених рударских локација доприноси не-тачкастим изворима загађења. Код рударских радова, врх планине се уклања како би се ослободила жељена руда. Ако се ово подручје не поврати на одговарајући начин након што се рударски радови заврше, може доћи до ерозије тла. Уз то, могу се догодити хемијске реакције са ваздухом и новооткривеним стенама и створити кисело отицање. Вода која цури из напуштених подземних рудника такође може бити веома кисела. Она може да продре у најближе водно тело и промени pH у воденој средини.

### Марине и вожња чамаца
Хемикалије које се користе за одржавање пловила, попут боје, растварача и уља, проналазе свој пут у воду кроз отицање. Поред тога, изливање горива или цурење горива директно у воду из чамаца доприносе не-тачкастом загађивању. Ниво храњивих састојака и бактерија повећава се лоше одржаваним санитарним спремницима за отпад на броду и пумпним станицама.

## Контрола

### Градска и приградска подручја
За контролу не-тачкастих извора загађења може се предузети много различитих приступа и у градским и у приградским подручјима. Тмпон зоне обезбеђују травнату баријеру између непропусних материјала за поплочавање попут паркиралишта и путева и најближег водног тела. То омогућава земљишту да апсорбује било какво загађење пре него што уђе у локални водени систем. Ретензије могу бити изграђене у дренажним областима како би се створио водени тампон између загађења отицањем и водене средине. Отицање и кишна вода испуштају се у ретензионо језеро омогућујући да се загађујуће материје сакупљају у језеру. Употреба порозног тротоара омогућава да се киша и олујна вода испуштају у тло испод тротоара, смањујући количину отицања која се дренира директно у водно тело. Методе рестаурације, попут изградње мочварних подручја, такође се користе за успоравање отицања и апсорпцију загађујућих материја. 
Градилишта обично примењују једноставне мере за смањење загађења и отицања. Прво, око градилишта се постављају седиментне или таложне ограде да би се смањила количина седимента и крупног материјала који се слива у оближње водно тело. Друго, полагање траве или сламе дуж границе градилишта такође служи за смањење не-тачкастог извора загађења.
У подручјима са септичким системима за једну кућу, прописи локалне управе могу наложити прописно одржавање септичког система како би се осигурало поштовање стандарда квалитета воде. 

### Пољопривредне активности
За контролу седимената и отицања, пољопривредници могу применити контролу ерозије како би смањили протоке отицања и задржали тло на својим њивама. Уобичајене технике укључују облагање контура, малчирање усева, ротацију усева (плодоред), садњу вишегодишњих усева или постављање обалних тампона. ‍:pp. 4–95–4–96 Конзервација орања је концепт који се користи за смањење отицања током садње новог усева. Пољопривредник оставља нешто усева од претходног сађења у земљи како би се спречило отицање током процеса сађења.
Хранљиве материје се обично примењују на пољопривредним површинама као комерцијално ђубриво; стајско ђубриво ; или распрскавањем комуналних или индустријских отпадних вода или муља. Хранљиви састојци такође могу доспети у отицање из остатака усева, воде за наводњавање, од дивљих животиња и атмосферских падавина. ‍:p. 2–9 Пољопривредници могу развити и спровести планове управљања хранљивим материјама како би смањили прекомерну примену хранљивих састојака. ‍:pp. 4–37–4–38 
Да би смањили утицај пестицида на најмању меру, пољопривредници могу користити интегрисане технике управљања штеточинама (које могу укључивати биолошку контролу штеточина) како би одржали контролу над штеточинама, смањили ослањање на хемијске пестициде и заштитили квалитет воде. 

### Шумарске активности
Уз добро планирано постављање стаза за сечу, које се такође зову клизне стазе, може се смањити количина насталог седимента. Планирајући локацију стаза што је даље могуће од сече дрвећа, као и оивичавање стаза земљиштем, може се умањити количина неучвршћеног земљишта односно седимената у одводу. Поред тога, поновном садњом дрвећа на земљишту након сече се обезбеђује структура тла за регенерацију стабилности, као и измена посеченог окружења.

### Марине
Инсталирање запорних вентила на пумпама за гориво на пристаништу марине може помоћи у смањењу количине преливања у воду. Поред тога, станице за црпљење које су лако доступне наутичарима у марини могу да обезбеде чисто место у којем се одлаже санитарни отпад без директног бацања у воду. На крају, нешто тако једноставно као што су контејнери за смеће око марине могу спречити да већи предмети доспеју у воду.